# Педрос (Болцано)
Педрос је насеље у Италији у округу Болцано, региону Трентино-Јужни Тирол.
Према процени из 2011. у насељу је живело 44 становника. Насеље се налази на надморској висини од 1694 м.